# フィリパ・カバレリ
フィリパ・カバレリ（Filipa Lopes Celestino Soares Cavalleri 1973年12月6日 - ）は、ポルトガルのリスボン出身の柔道選手。階級は56kg級。身長162cm。段位は5段。

## 人物
1991年のヨーロッパジュニア56kg級で2位になった。1995年の世界選手権では銅メダルを獲得した。しかし、1996年のアトランタオリンピックでは初戦で敗れた。2000年のシドニーオリンピック57kg級でも初戦で敗れた。

## 主な戦績
56kg級での戦績
- 1991年 - ヨーロッパジュニア　2位
- 1993年 - ヨーロッパ選手権　5位
- 1994年 - ヨーロッパ選手権　5位
- 1995年 - 世界選手権　3位
- 1997年 - ハンガリー国際　優勝

57kg級での戦績
- 1999年 - ドイツ国際　3位
- 2000年 - ロシア国際　2位